# Vladîslavka, Skvîra
Vladîslavka (în ucraineană Владиславка) este un sat în comuna Ruda din raionul Skvîra, regiunea Kiev, Ucraina.

## Demografie
Componența lingvistică a localității Vladîslavka
     Ucraineană (93,59%)
     Rusă (6,41%)
Conform recensământului din 2001, majoritatea populației localității Vladîslavka era vorbitoare de ucraineană (93,59%), existând în minoritate și vorbitori de rusă (6,41%).